# Мікрорегіон Серрана-ду-Сертан-Алагоану

Серрана-ду-Сертан-Алагоану (порт. Microrregião Serrana do Sertão Alagoano) — мікрорегіон в Бразилії, входить в штат Алагоас. Складова частина мезорегіону Сертан штату Алагоас.

## Склад мікрорегіону
До складу мікрорегіону включені наступні муніципалітети:
1. Канапі
2. Іньяпі
3. Мата-Гранді
4. Паріконья
5. Агуа-Бранка

| Бразилія | Це незавершена стаття з географії Бразилії. Ви можете допомогти проєкту, виправивши або дописавши її. |